# Horistarcha ogmosema
Horistarcha ogmosema är en fjärilsart som beskrevs av Edward Meyrick 1935. Horistarcha ogmosema ingår i släktet Horistarcha och familjen mott. Inga underarter finns listade i Catalogue of Life.